# Концешти (Бакау)
Концешти (рум. Conțești) насеље је у Румунији у округу Бакау у општини Саскут. Oпштина се налази на надморској висини од 228 m.

## Становништво
Према подацима из 2002. године у насељу је живело 598 становника, од којих су сви румунске националности.